# Deutsche Film AG
La Deutsche Film AG, abbreviata DEFA, era un'impresa cinematografica pubblica e verticale della Repubblica Democratica Tedesca con sede a Babelsberg. Il suo raggio d'azione si ampliò ulteriormente con l'avvio della TV di Stato Deutscher Fernsehfunk.
La DEFA girò circa 700 film, 750 film d'animazione nonché 2250 documentari e cortometraggi, oltre al doppiaggio di circa 8000 film. Alla DEFA appartennero, almeno temporaneamente, la VEB Gerätewerk Friedrichshagen, la DEFA Zentralstelle für Filmtechnik, la VEB Kinotechnik e dal 1953 la VEB DEFA-Kopierwerke a Berlin-Johannisthal.

## Storia
Secondo il volere dei suoi fondatori, la DEFA doveva aiutare a restaurare la democrazia in Germania, liberando le menti dal fascismo ed educando i cittadini al socialismo. Nell'ambito della denazificazione nella zona di occupazione sovietica (SBZ) e nella RDT, anche l'industria cinematografica e la vita culturale in genere dovevano "essere liberate dagli elementi reazionari e dall'ideologia antidemocratica, antiumanistica del nazismo e dei suoi protagonisti."
Inizialmente il tema dominante dei film della SED e della DEFA erano l'antifascismo ed il realismo socialista. Nei film, la mentalità e la rappresentazione di nichilismo, decadenza, formalismo e della mentalità borghese dovevano essere criticate oppure evitate e sostituite dall'ideale socialista. Così nacquero soprattutto film incentrati sulla tradizione della classe dei lavoratori o film contro la guerra, che avevano lo scopo di estirpare la mentalità nazionalsocialista. Contestualmente i film dovevano invece riflettere i valori socialisti, umanisti e comunisti, nonché l'amore per la RDT.
Il 1º luglio 1990 la VEB DEFA - Studio für Spielfilme si trasformò in DEFA - Studio Babelsberg GmbH (i. Gr.) ed il 13 agosto 1990 si iscrisse al registro delle imprese con il codice HRB 400. Anche la VEB DEFA - Studio für Dokumentarfilme si trasformò in DEFA - Studio für Dokumentarfilme GmbH (i. Gr.) con iscrizione al registro delle imprese il 4 settembre 1990. Dal 1990 le produzioni della DEFA sono utilizzate dalla Progress Film-Verleih GmbH. Dopo la riduzione di film prodotti e numerosi ed infruttuosi progetti da parte della Treuhandanstalt (la società federale incaricata della privatizzazione delle imprese di stato dell'ex-RDT) di sanare e di vendere la DEFA, finalmente nel 1992 gli studio furono venduti alla francese Mischkonzern CGE (Compagnie Générale des Eaux) ed all'affiliata CPI (Compagnie Immobiliére Phénix) per 130 milioni di marchi. Il nuovo proprietario cancellò la parola "DEFA" dalla denominazione e lo studio cambiò nome in "Babelsberg Studio GmbH". Come direttore fu presentato Volker Schlöndorff, regista e attore, vincitore di un premio Oscar nel 1979 con Il tamburo di latta, il quale rimase nei quadri direttivi fino al 1996.
Nel 1998 i diritti sugli archivi cinematografici della DEFA vennero trasferiti alla neonata fondazione DEFA-Stiftung. L'obiettivo della fondazione è quello di conservare e divulgare al pubblico questo patrimonio, nonché sostenere la cultura cinematografica tedesca. I diritti di sfruttamento internazionali ed esclusivi (noleggio) restano però in capo alla Progress Film-Verleih, che nel 1998 ha delegato alla Icestorm Entertainment lo sfruttamento dell'archivio DEFA su DVD e video. L'archiviazione e la conservazione del materiale di lavoro sono a carico del Bundesarchiv-Filmarchiv.